# Seward Mountains, Antarktis
Seward Mountains är ett berg i Antarktis. Det ligger i Västantarktis. Argentina, Chile och Storbritannien gör anspråk på området. Toppen på Seward Mountains är 1 525 meter över havet.
Terrängen runt Seward Mountains är platt åt nordväst, men åt sydost är den kuperad. Seward Mountains är den högsta punkten i trakten. Trakten är obefolkad. Det finns inga samhällen i närheten.